# Greg Street

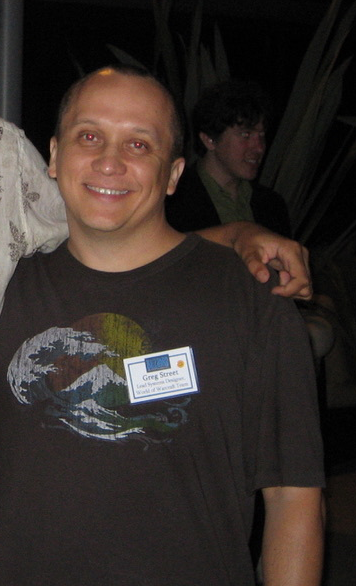
Greg Street

Greg Street é um designer de jogos eletrônicos da Riot Games, onde trabalhava até pouco tempo na produção do MOBA League Of Legends como Designer Chefe(saiu do cargo em 2018, apesar de continuar trabalhando na empresa). Street também é conhecido por seu apelido "Ghostcrawler" no mundo dos fóruns de League. Street também trabalhou como líder de produção da Blizzard na produção do MMORPG World of Warcraft. Antes de ser contratado pela Blizzard, Street trabalhou como biólogo marinho, e mais tarde, eventualmente, acabou entrando no campo do design de jogos. Ele também trabalhou na Ensemble Studios, com a série Age of Empires de jogos de estratégia em tempo real, durante o qual ele também era conhecido pelo apelido "Deathshrimp".